# Steven Zalewski
Steven ”Steve” Zalewski, född 20 augusti 1986 i New Hartford, New York, är en amerikansk före detta professionell ishockeyspelare. Han har spelat för Straubing Tigers, Ilves, Lukko, Albany Devils, New Jersey Devils, Worcester Sharks och San Jose Sharks i sin karriär.